# Test Drive
Test Drive är en racingspelserie som ges ut av Atari. Ursprungligen gavs den ut av Accolade, som köptes av Infogrames, som i sin tur bytte namn till Atari 2003. Det första spelet gavs ut 1987 och har följts av många uppföljare, med det senaste spelet som släpptes 2012. 
Spelen går ut på att köra superbilar på vanliga vägar. Spelaren kör ikapp med motståndare, eller mot en tidsgräns, medan den undviker mötande trafik och polisen.
I december 2016 blev det bekräftat att företaget Bigben Interactive köpt upp rättigheter av Atari, Inc för att utveckla nya spel i serien. Bigben Interactive har planer på att utveckla nya spel.

## Spel

### Huvudserien
| Titel                          | År   | Utvecklare                 | Utgivare   |
| ------------------------------ | ---- | -------------------------- | ---------- |
| Test Drive                     | 1987 | Distinctive Software       | Accolade   |
| The Duel: Test Drive II        | 1989 | Distinctive Software       | Accolade   |
| Test Drive III: The Passion    | 1990 | Accolade                   | Accolade   |
| Test Drive 4                   | 1996 | Pitbull Syndicate          | Accolade   |
| Test Drive 5                   | 1998 | Pitbull Syndicate          | Accolade   |
| Test Drive 6                   | 1999 | Pitbull Syndicate          | Infogrames |
| TD Overdrive                   | 2002 | Pitbull Syndicate          | Atari      |
| Test Drive: Eve of Destruction | 2004 | Monster Games              | Atari      |
| Test Drive Unlimited           | 2006 | Eden Games/Melbourne House | Atari      |
| Test Drive Unlimited 2         | 2011 | Eden Games                 | Atari      |

### Off-road-serien
| Titel                         | År   | Utvecklare    | Utgivare   |
| ----------------------------- | ---- | ------------- | ---------- |
| Test Drive Off-Road           | 1997 | Motivetime    | Accolade   |
| Test Drive Off-Road 2         | 1998 | Accolade      | Accolade   |
| Test Drive Off-Road 3         | 1999 | Infogrames    | Infogrames |
| Test Drive Off-Road Wide Open | 2001 | Angel Studios | Infogrames |

### Spinoffspel
| Titel             | År   | Utvecklare                           | Utgivare                     |
| ----------------- | ---- | ------------------------------------ | ---------------------------- |
| Le Mans 24 Hours  | 1999 | Infogrames Melbourne House           | Infogrames                   |
| V-Rally 2         | 1999 | Eden Studios/Atari Europe            | Atari Europe/Electronic Arts |
| Test Drive Cycles | 2000 | Infogrames/Xantera/Pitbull Syndicate | Infogrames                   |
| Test Drive 2001   | 2000 | Xantera                              | Infogrames                   |